# ...continuavano a chiamarlo il gatto con gli stivali
...continuavano a chiamarlo il gatto con gli stivali (ながぐつ三銃士 Nagagutsu Sanjūshi?) è un film d'animazione del 1972 diretto da Tomoharu Katsumata.
Prodotto dalla Toei Animation, è il seguito del film del 1969 Il gatto con gli stivali, e verrà seguito da un terzo episodio nel 1976: Il gatto con gli stivali in giro per il mondo. A differenza degli altri due film, questo non è un lungometraggio ma un mediometraggio, e non è basato su alcuna opera letteraria.

## Trama
Pero, costantemente inseguito dai tre gattolieri (stavolta armati di pistola) che lo vogliono uccidere, è diretto nell'assolato villaggio del west GoGo Town insieme a due ragazzi, Jimmy e Annie. Una volta arrivati, Annie scopre che suo padre, che viveva lì, è stato appena ucciso. Con l'aiuto di Pero, Annie viene a conoscenza che suo padre aveva scoperto una zecca clandestina. Ma il capo dei falsari, il losco Santana, rapisce Annie. Così Pero, alleatosi con una tribù di topi pellirosse, aiuta Jimmy (in realtà il nuovo sceriffo del villaggio) ad affrontare Santana e i suoi scagnozzi.

## Distribuzione

### Edizione italiana
L'edizione italiana del film contiene diverse citazioni degli spaghetti western, molto popolari a quei tempi. Il titolo è un'evidente citazione del film commedia western ...continuavano a chiamarlo Trinità e nella canzone dei titoli di testa (una nuova versione di quella del primo film). Pero dice «Davanti alla mia maestà Sartana e Trinità mi han detto "Chiedo pietà!"». Inoltre il capo dei falsari, che nell'edizione originale non ha un nome, in quella italiana viene chiamato Santana, altro nome comune negli spaghetti-western.
Prima del ridoppiaggio de Il gatto con gli stivali nel 2004, questo era l'unico film della trilogia in cui nel doppiaggio italiano Pero veniva chiamato con il suo nome esatto, essendo stato rinominato Geo nel primo film e Biagio nel terzo.

## Accoglienza

### Critica
Secondo il critico Paolo Mereghetti il film, pur essendo godibile, è comunque molto inferiore al primo (e anche leggermente peggiore del terzo). Nel suo dizionario assegna al film due stelle su quattro (mentre il primo ne ha tre e mezza), elogiandone l'ottima realizzazione e il ritmo, ma affermando che "l'atmosfera western si addice poco al personaggio, e le invenzioni visive non sono molte".